# Josef Rabl (politik)
Josef Rabl (8. března 1827 – 22. srpna 1890 Terst) byl rakouský právník a politik německé národnosti, v 2. polovině 19. století poslanec Říšské rady .

## Biografie
Působil jako advokát a spisovatel. Reprezentoval německou menšinu v Terstu. V roce 1880 založil místní pobočku spolku Deutscher Schulverein.
Zasedal i jako poslanec Říšské rady (celostátního parlamentu Předlitavska), kam nastoupil ve volbách roku 1879 za kurii městskou v Terstu, II. a III. voličský sbor. Jeho rezignace byla oznámena na schůzi 20. ledna 1882. Ve volebním období 1879–1885 se uvádí jako Dr. Josef Rabl, c. k. vládní rada a advokát, bytem Terst.
Po volbách v roce 1879 se zmiňuje jako ústavověrný poslanec. Zasedal v staroněmeckém poslaneckém Klubu liberálů. Příčinou jeho rezignace na mandát byla veřejná roztržka na audienci s císařem, kdy on a dále poslanec Josef Teuschl kritizovali činnost vlády ve vztahu k rozvoji Terstu. Panovník pak chování Teuschla a Rabla označil za frakcionářskou opozici. Oba následně opustili Říšskou radu.
Zemřel v srpnu 1890.